# Улица Ротерманни
У́лица Ро́терманни (эст. Rotermanni tänav) — пешеходная улица в Таллине, столице Эстонии. 

## География
Пролегает в микрорайоне Садама городского района Кесклинн. Начинается от улицы Хобуяама, идёт на запад и разветвляется на две части, одна из которых заканчивается на перекрёстке с пешеходной улицей Розени, а другая выходит к улице Ахтри.
Протяжённость — 256 м.

## История
Улица получила своё название 18 мая 2005 года в честь зданий Ротерманна, которые были одними из первых промышленных предприятий в бастионной зоне, окружавшей Старый город между бульваром Мере и улицей Яама (в настоящее время — Хобуяама). Новая улица была создана для того, чтобы было легче ориентироваться в создаваемом квартале Ротерманна, где стали появляться новые здания и адреса.
С окончанием строительства на улице дома 6 было завершено и строительство самого квартала Ротерманна.

## Застройка

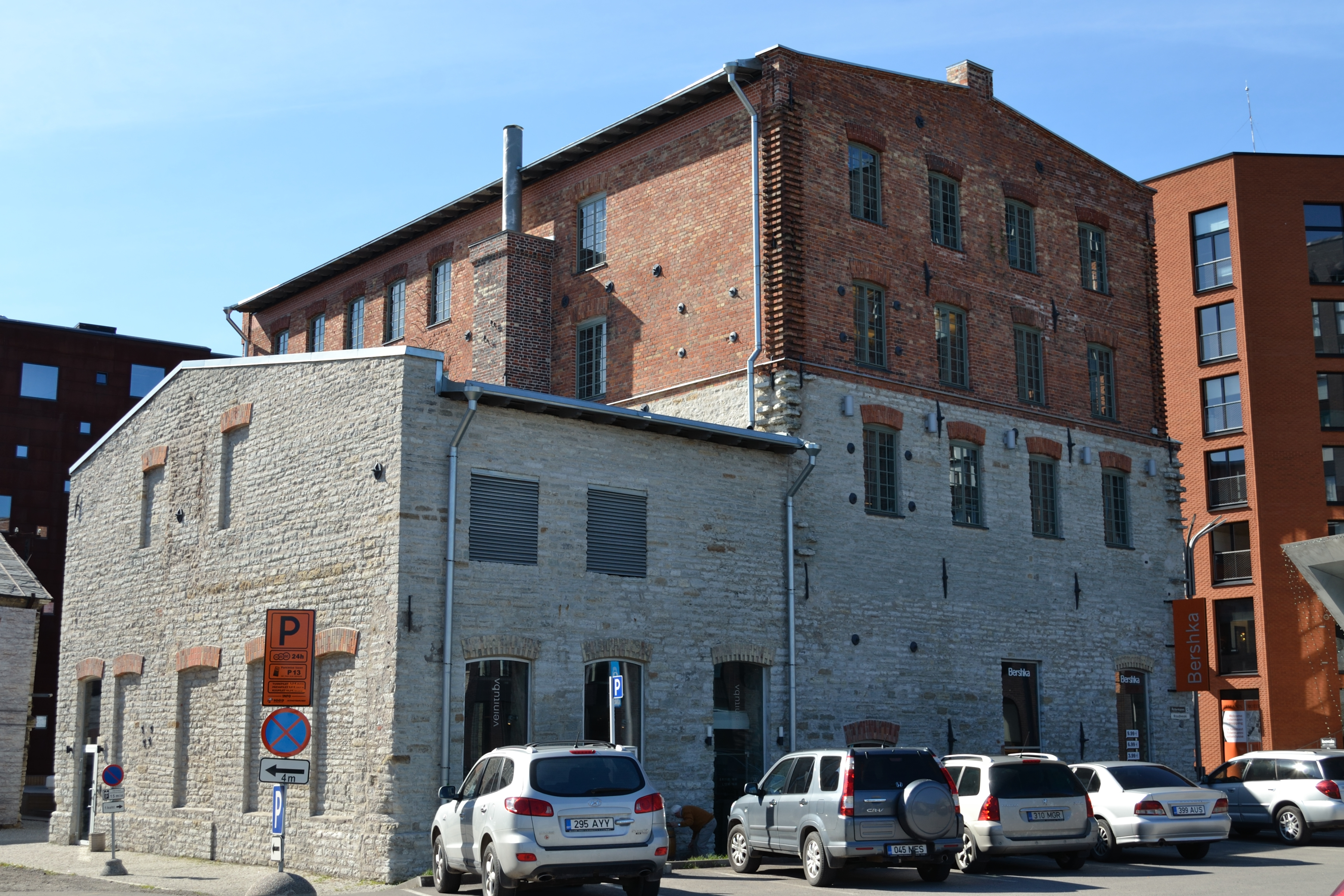
Крупорушка Ротерманна (памятник архитектуры)

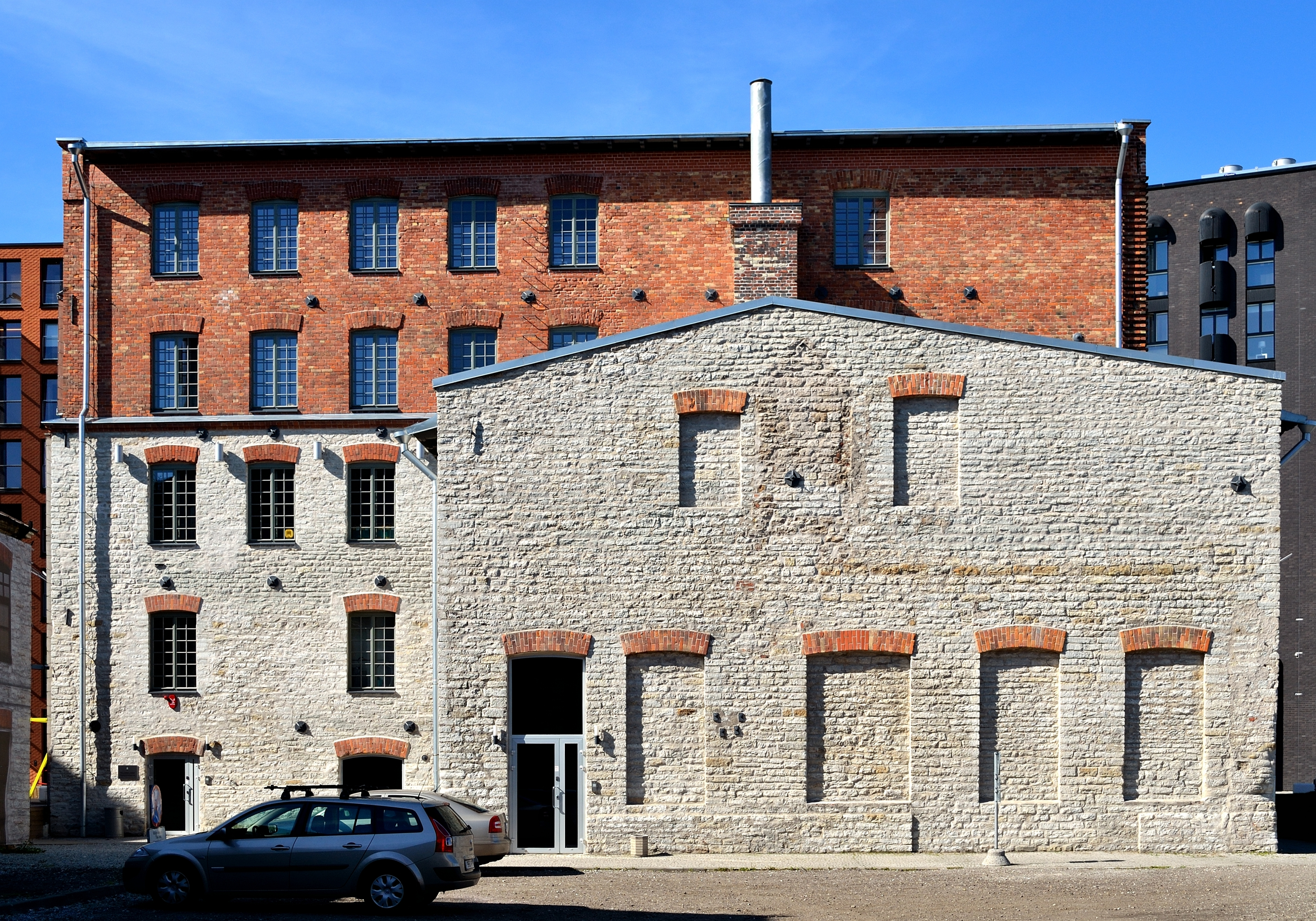
Холодильное здание Ротерманна (памятник архитектуры)

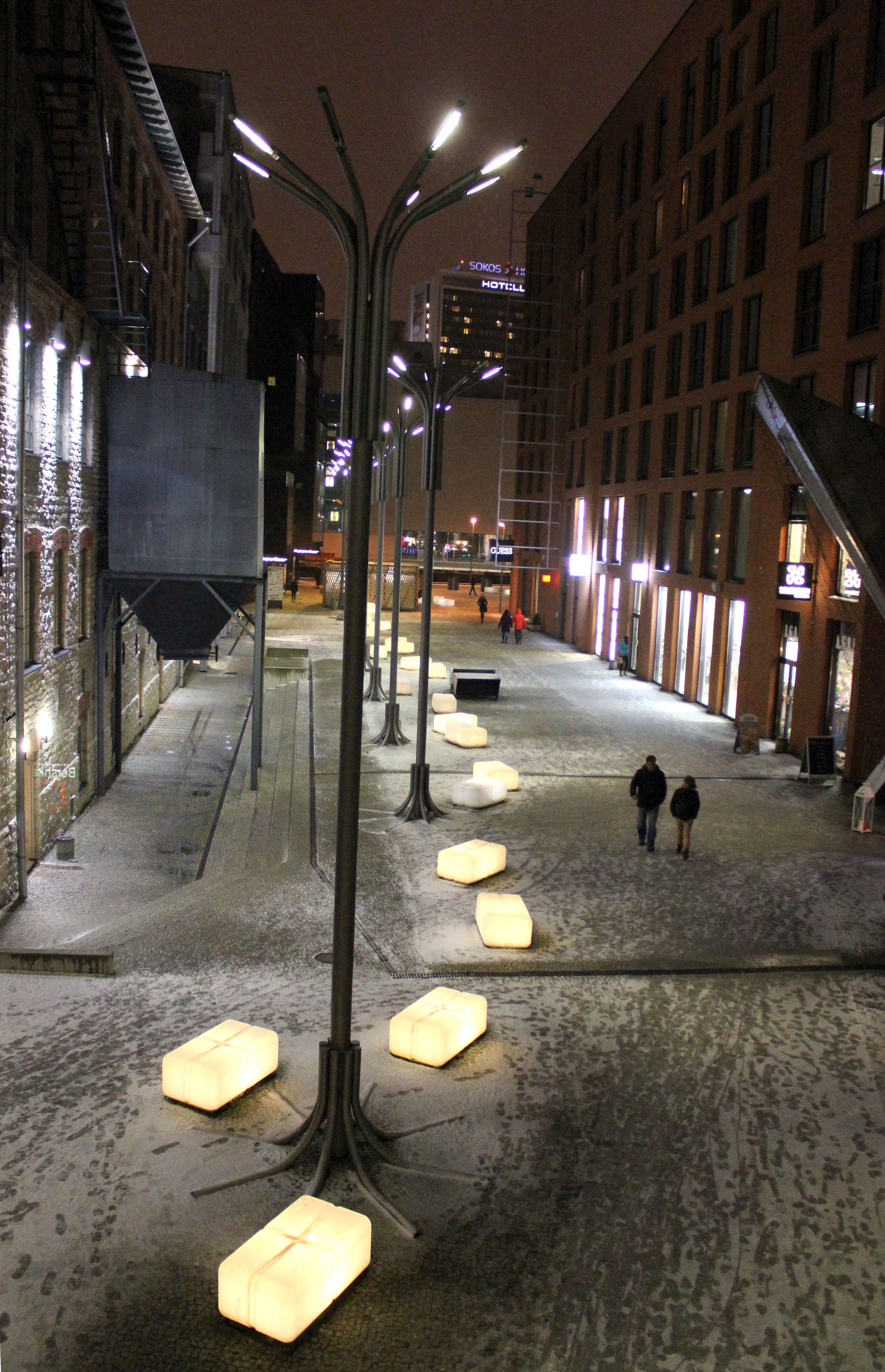
Улица Ротерманни зимним вечером 2013 года

Застройка улицы представляет собой сочетание реновированных и перестроенных строений начала XX века и зданий, построенных в начале XXI века. В Государственный регистр памятников культуры Эстонии как памятники архитектуры внесены 11 объектов, расположенных на улице. Это — яркие образцы промышленной архитектуры начала XX века, входящие в ансамбль заводских зданий Ротерманна, в их числе крупорушка, холодильное здание, дымоход заводов Ротерманна и фасады восьми бывших заводских строений: хлебной фабрики, мукомольной мельницы, элеватора, конторского здания и др.
На улице расположены офисно-жилые здания, магазины и предприятия общественного питания:
- Rotermanni tn 2 — историческое здание элеватора Ротерманна, построено в 1923 году, реконструировано в 2000—2010-х годах.
  - Rotermanni tn 2 — ресторан «Bruxx- New Belgian»;
  - Rotermanni tn 2 — ресторан «Pull»;
  - Rotermanni tn 2 — кафе «Ruby Cafe»;
  - Rotermanni tn 2 — кофейня «Epic Coffee Shop Rotermanni»;
  - Rotermanni tn 2 — пивной бар «Taptap»;
  - Rotermanni tn 2 — пивной бар «BrewDog»;
  - Rotermanni tn 2 — винный бар «Flamm»;
- Rotermanni tn 5 — семиэтажный офисно-жилой дом с коммерческими площадями на первом этаже, построен в 2007 году[7];
  - Rotermanni tn 5 — ресторан «Biocafe»;
  - Rotermanni tn 5 — кафе «Carmen Cafe Rotermanni»;
  - Rotermanni tn 5 — магазин одежды «Reede»;
- Rotermanni tn 6 — семиэтажное офисное здание «Rotermanni Ajamaja» с коммерческими площадями на первом этаже и двумя подземными этажами. Здание было торжественно открыто 15 июня 2021 года; отдельные части строения относятся к 1901—1912 годам[6][7]. В строительных кругах здание называют «жемчужиной архитектуры»[6]; 
  - Rotermanni tn 6 — агентство по аренде офисных помещений «Spaces»[16];
  - Rotermanni tn 6 — магазин одежды «COS»;
- Rotermanni tn 7 — семиэтажное офисно-жилое здание, построено в 2007 году[7];
  - Rotermanni tn 7 — цветочный магазин «FleuR Royale flowered by Peter Boeijkens»[17];
  - Rotermanni tn 7 — магазин кожгалантереи «Von Baer»[18];
- Rotermanni tn 8 — семиэтажное офисное здание с коммерческими площадями на первом этаже, построено в 2007 году;
  - Rotermanni tn 8 — магазин одежды «Bershka»;
- Rotermanni tn 10 — семиэтажное офисно-жилое здание с подземным гаражом, построено в 2013 году.
  - Rotermanni tn 10 — магазин одежды «Springfield»;
- Rotermanni tn 14 — вегетарианский ресторан «Oasis Restaurant»;
- Rotermanni tn 14 — такерия «Taqueria»;
- Rotermanni tn 14 — ресторан «R14»;
- Rotermanni tn 14 — магазин мужской одежды «Suitsupply»;
- Rotermanni tn 14 — бутик «Tallinn Design House»;
- Rotermanni tn 14 — пекарня «RØST Bakery»;
- Rotermanni tn 18/1, Rotermanni tn 18/2 — семиэтажное офисное-жилое здание с двумя подземными этажами, построено в 2017 году.
  - Rotermanni tn 18/1 — кафе «Levier Cafe Rotermann».

Улица Ротерманни
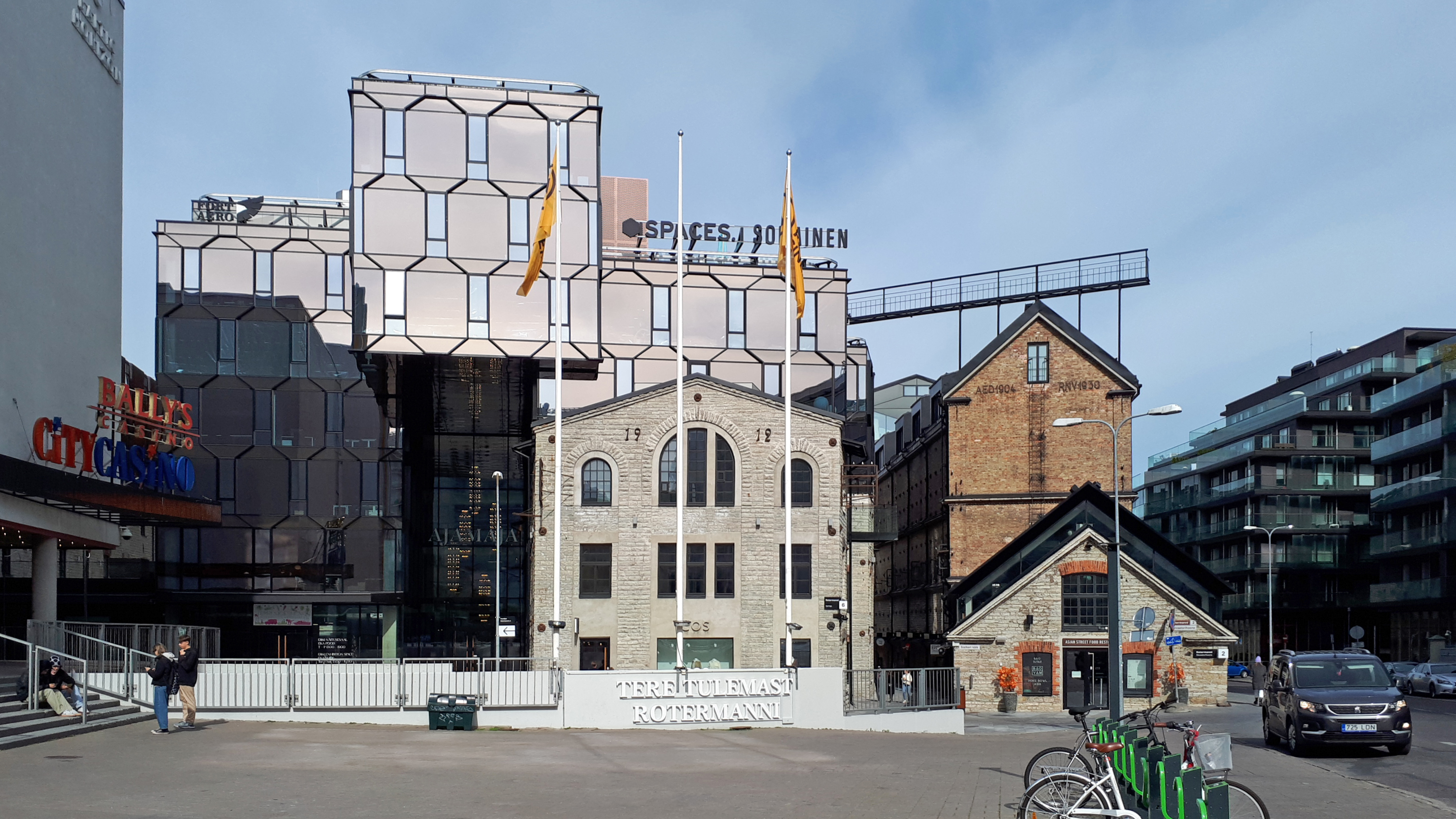
Вид на улицу от автобусной остановки «Hobujaama», слева здание «Rotermanni Ajamaja» (дом 6)
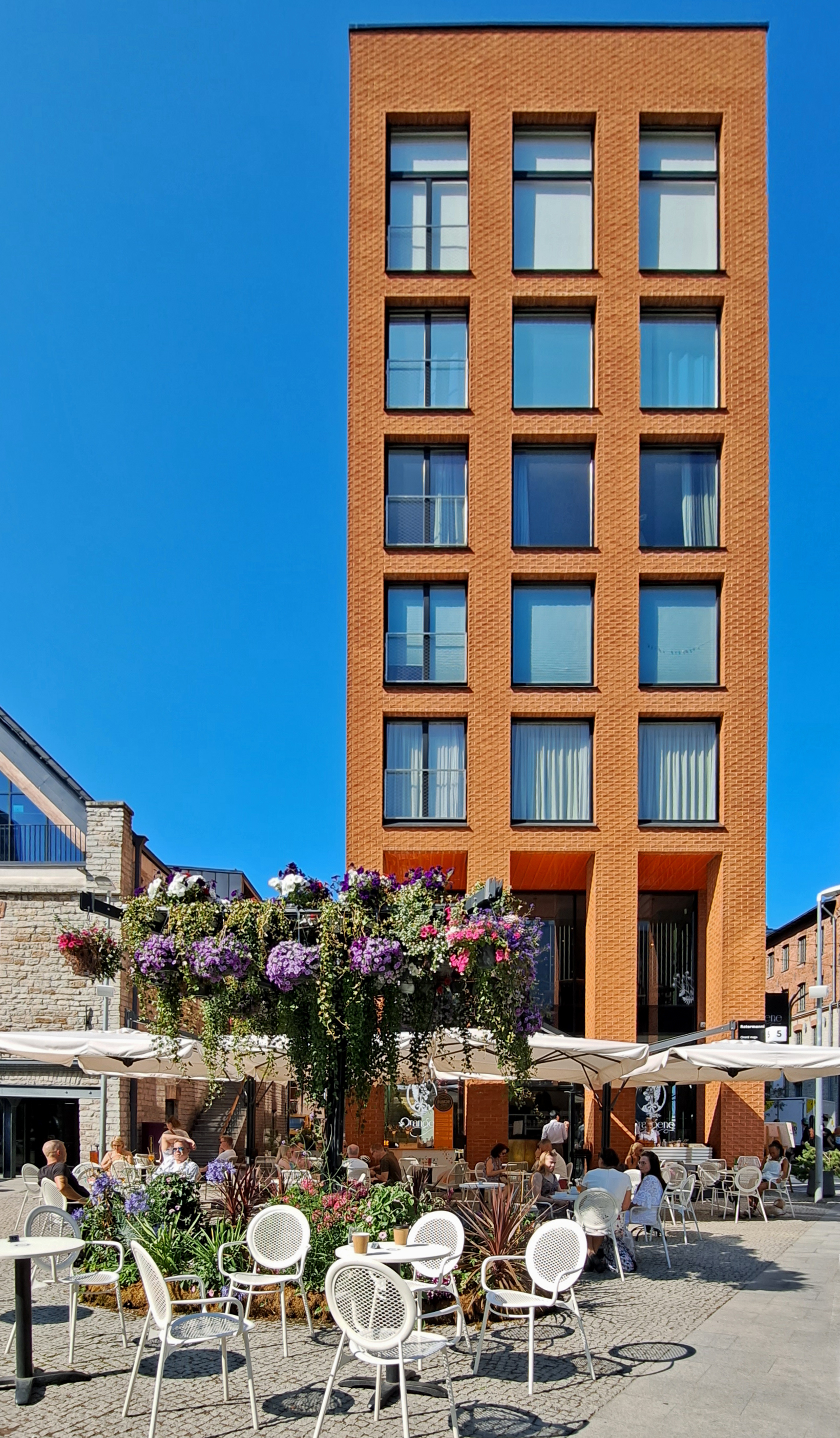
Дом 5
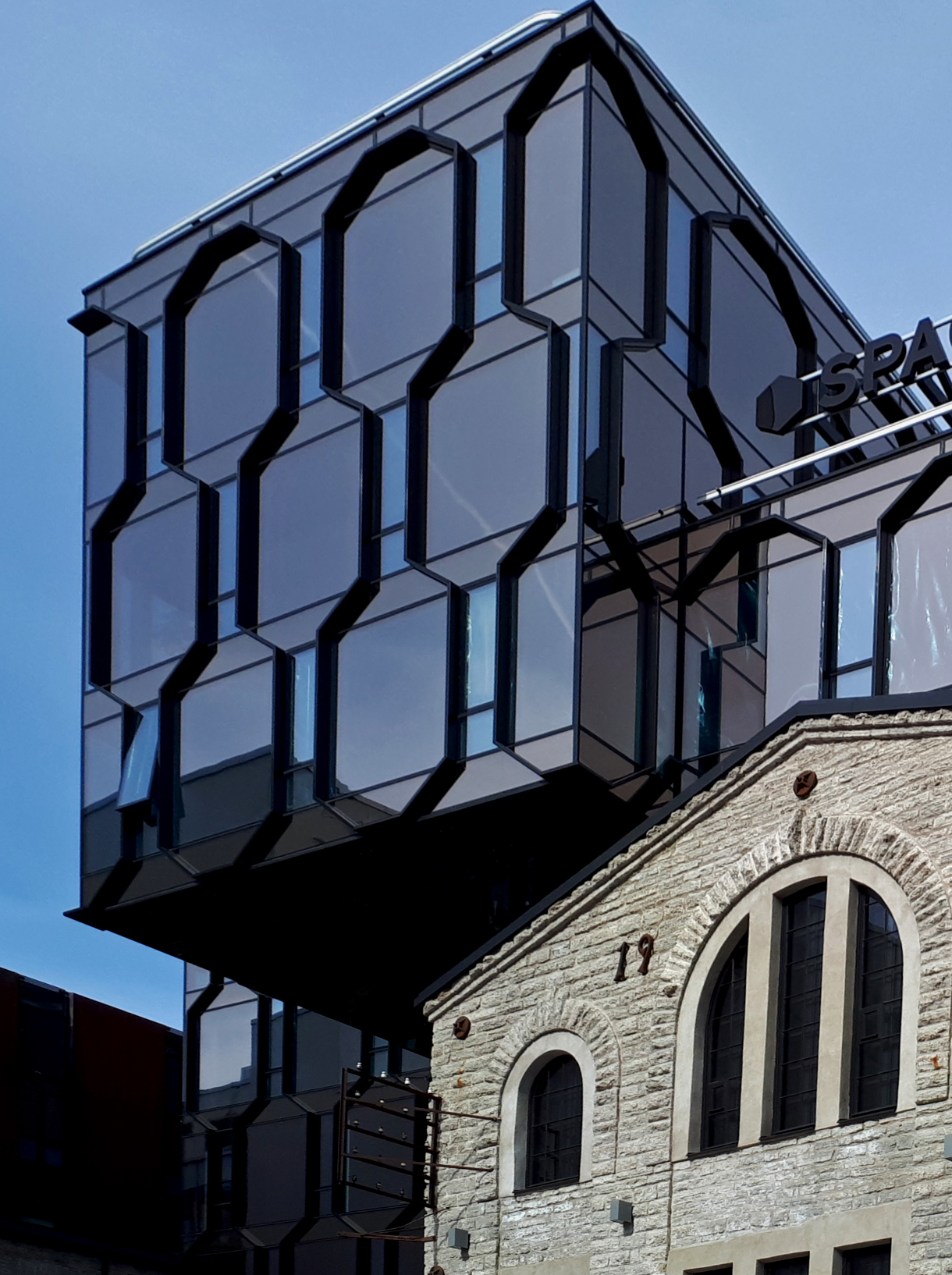
Дом 6
Дом 8
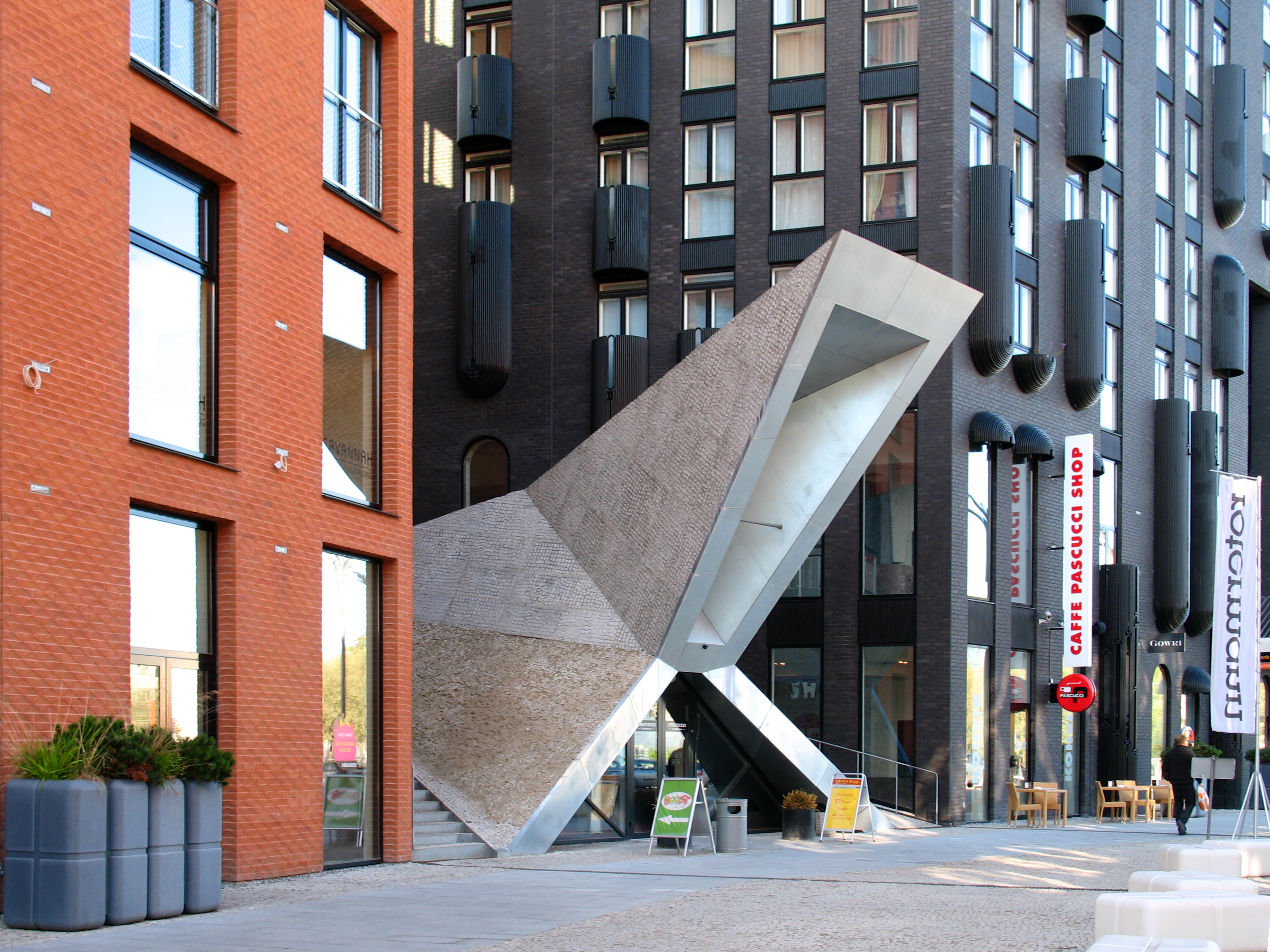
Один из входов в торговый центр